# Lycaste aromatica
Lycaste aromatica är en orkidéart som först beskrevs av Robert Graham, och fick sitt nu gällande namn av John Lindley. Lycaste aromatica ingår i släktet Lycaste och familjen orkidéer. Inga underarter finns listade i Catalogue of Life.

## Bildgalleri

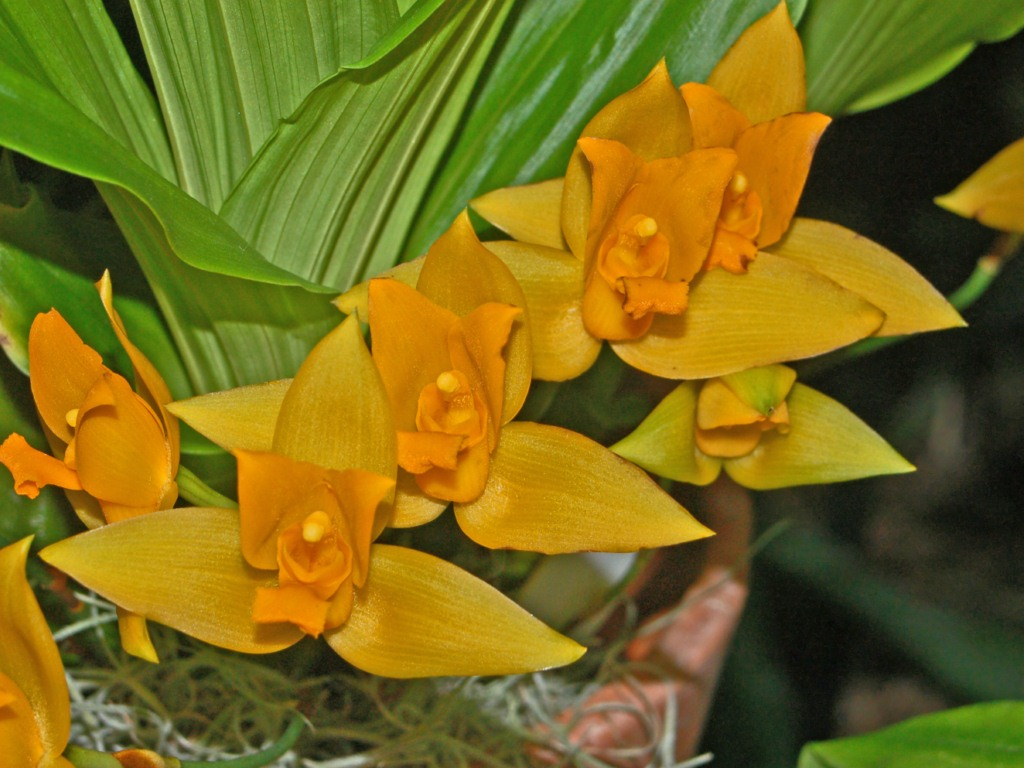
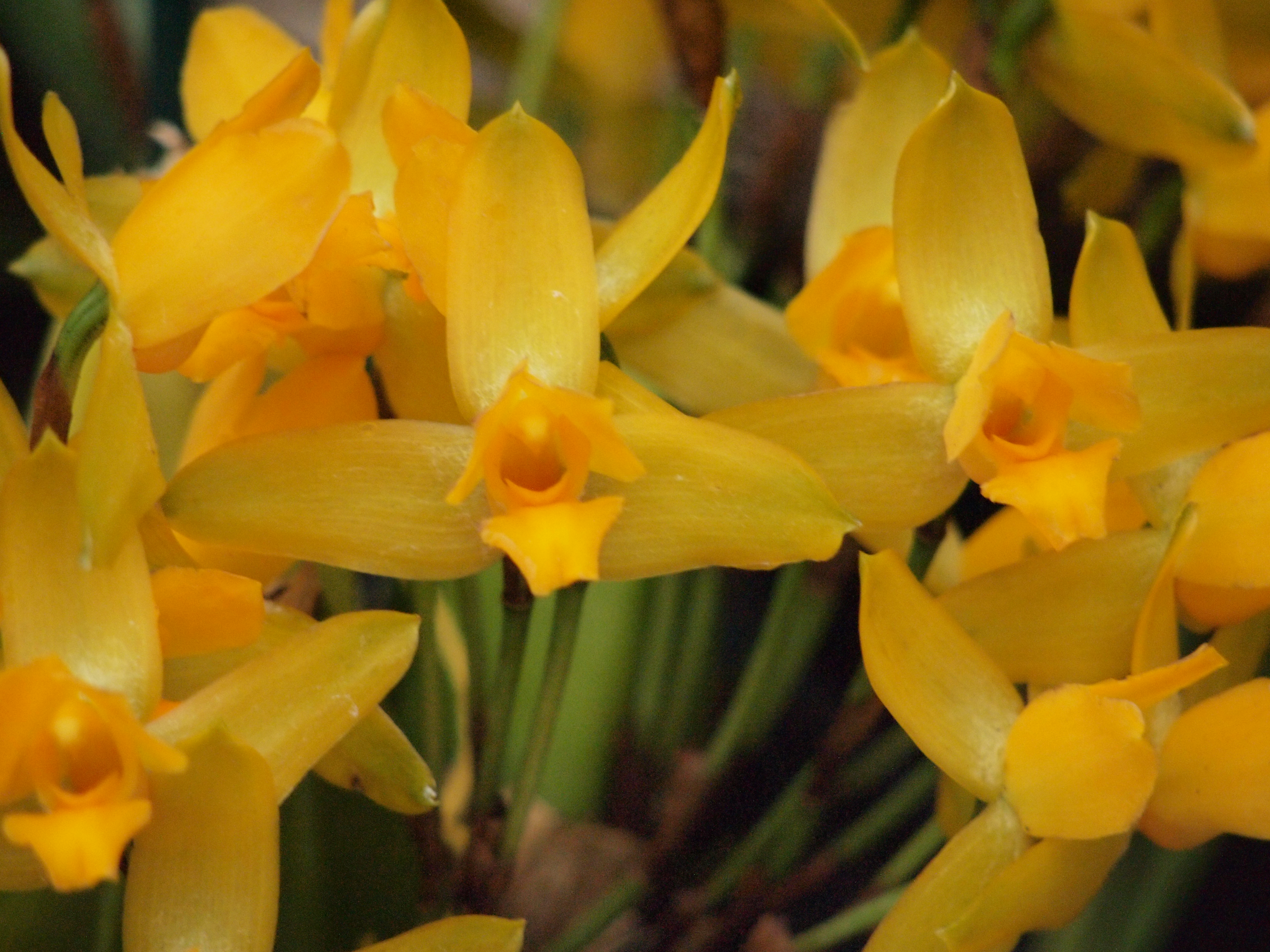
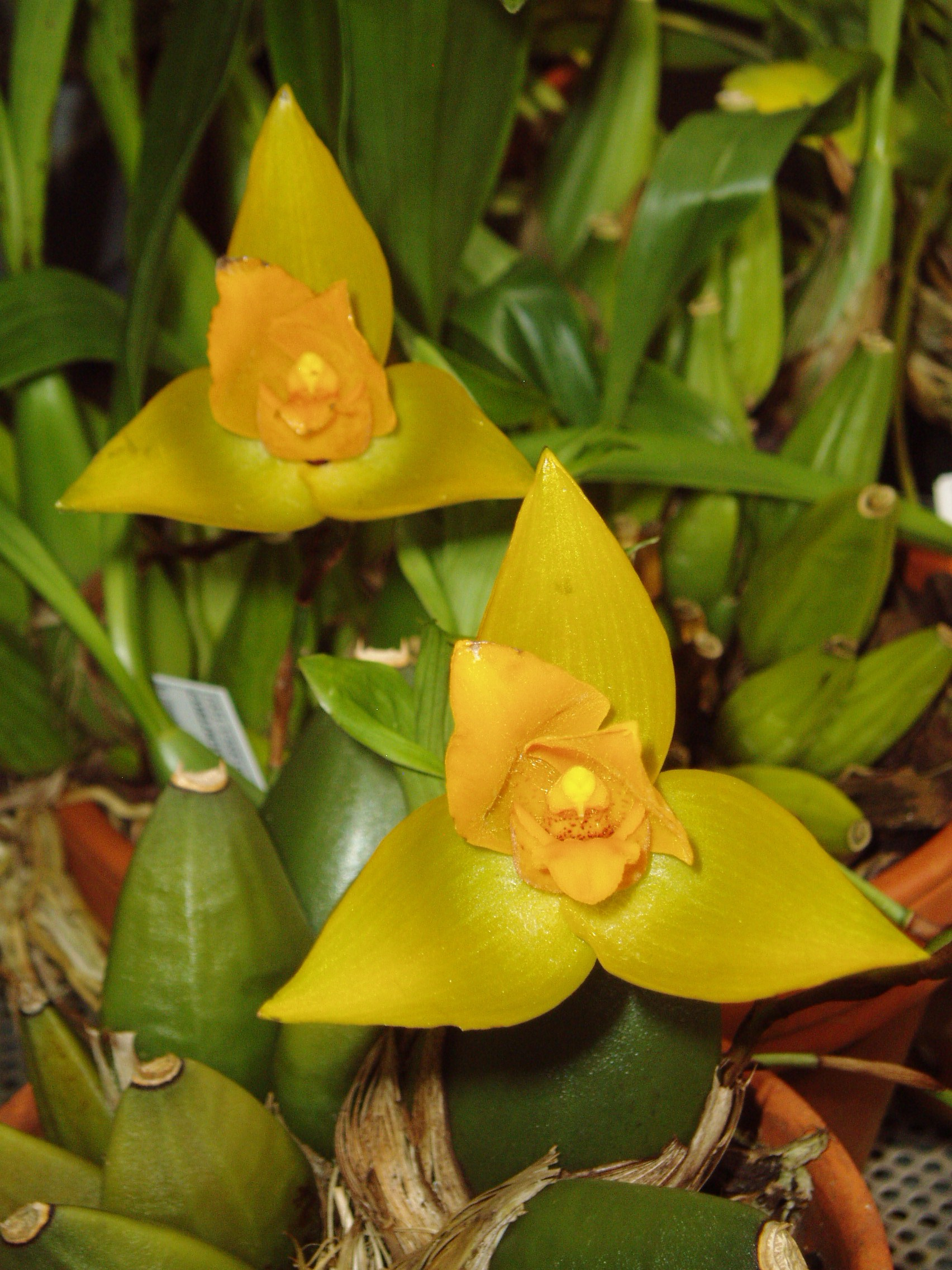
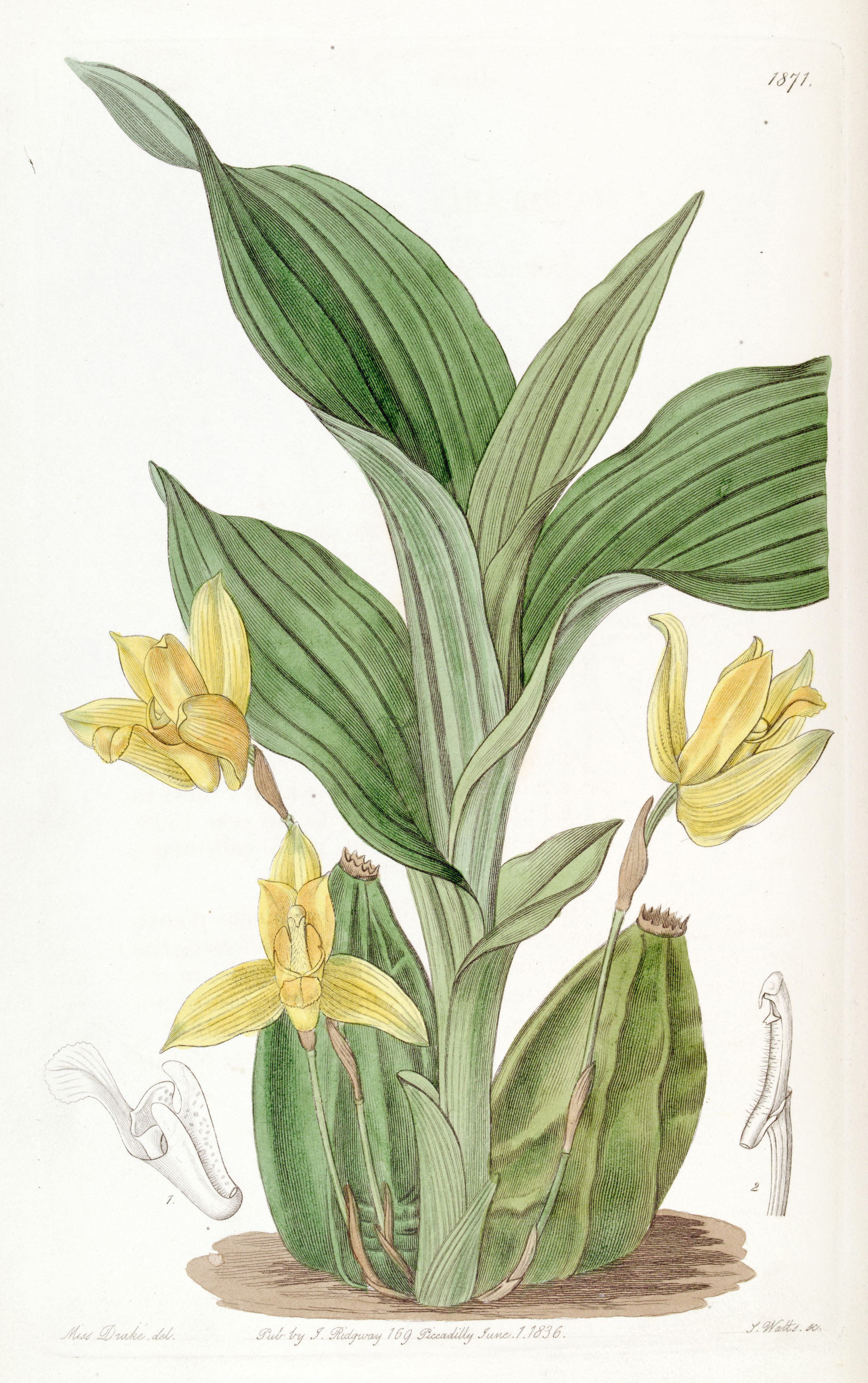